# Lokaal compacte groep
In de topologie en de groepentheorie, deelgebieden van de wiskunde, is een lokaal compacte groep een topologische groep G die als een  topologische ruimte lokaal compact is. Lokaal compacte groepen zijn belangrijk omdat ze een natuurlijke maat hebben die de Haar-maat wordt genoemd. Deze Haar-maat maakt het mogelijk om integralen te definiëren op functies op G.
Veel van de resultaten van de representatietheorie voor eindige groepen worden bewezen door het gemiddelde over de groep te nemen. Deze bewijzen kunnen worden overgezet naar lokaal compacte groepen door het gemiddelde te vervangen door de Haar-integraal. De resulterende theorie vormt een centraal onderdeel van de harmonische analyse. De theorie voor lokaal compacte abelse groepen wordt beschreven door de Pontryagin-dualiteit, een veralgemeende fouriertransformatie.